# ArtBakery
ArtBakery è un centro d'arte nel comune di Bonendale situato a pochi chilometri da Douala e fondato dall'artista e critico d'arte Goddy Leye. Il centro organizza formazione per giovani artisti (Master Class), giornalisti (Art Daily) e programmi di residenza d'arte (Portfolio). ArtBakery è organizzato per fornire sostegno alla produzione di opere d'arte multimediali, video e arte digitale.

## Storia
ArtBakery viene fondato nel 2002 dopo che l'artista Goddy Leye rientra in Camerun dopo un periodo di studio e residenza nei Paesi Bassi. Il centro nasce come parte del programma Rijksakademie International Network (RAIN), una rete di iniziative di artisti che sostengono la creazione di spazi e attività culturali nei loro paesi d'origine. RAIN supports ArtBakery and its first project Bessengue City.

## Attività

### Bessengue City
Bessengue City è un progetto ideato e curato da Goddy Leye e organizzato a Bessengue, un quartiere di Douala a ottobre 2002. Il progetto coinvolge gli artisti James Beckett, Goddy Leye, Hartanto, Jesus Palomino e la comunità locale ed è prodotto con il sostegno della Rijksakademie van beeldende kunsten of Amsterdam e del programma R.A.I.N. Rain Artists' Initiative Network e con la collaborazione di doual'art. La designer Sandrine Dole partecipa alla realizzazione del progetto e lo documenta con fotografie e un video.
James Beckett produce nel quartiere di Bessengue una radio sperimentale, con una frequenza che permette di trasmettere a un raggio di un chilometro. L'emittente radiofonica – chiamata Radio Bessengue City, o Dikalo la Bessengue (il messaggero di Bessengue) – coinvolge nella produzione di interviste e programmi un gruppo di giovani e diventa, come un ascoltatore riferisce "la radio della gente per la gente".

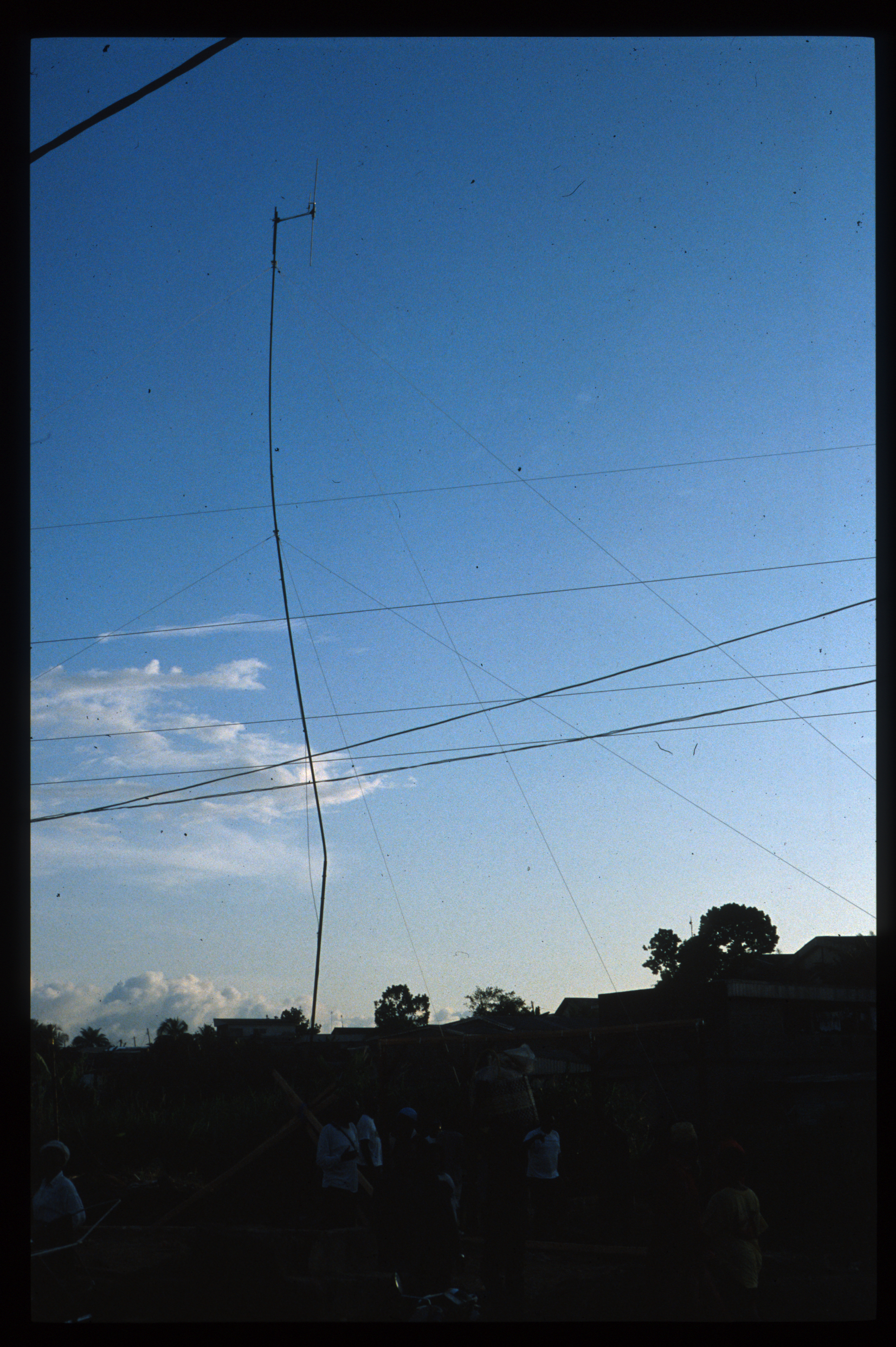
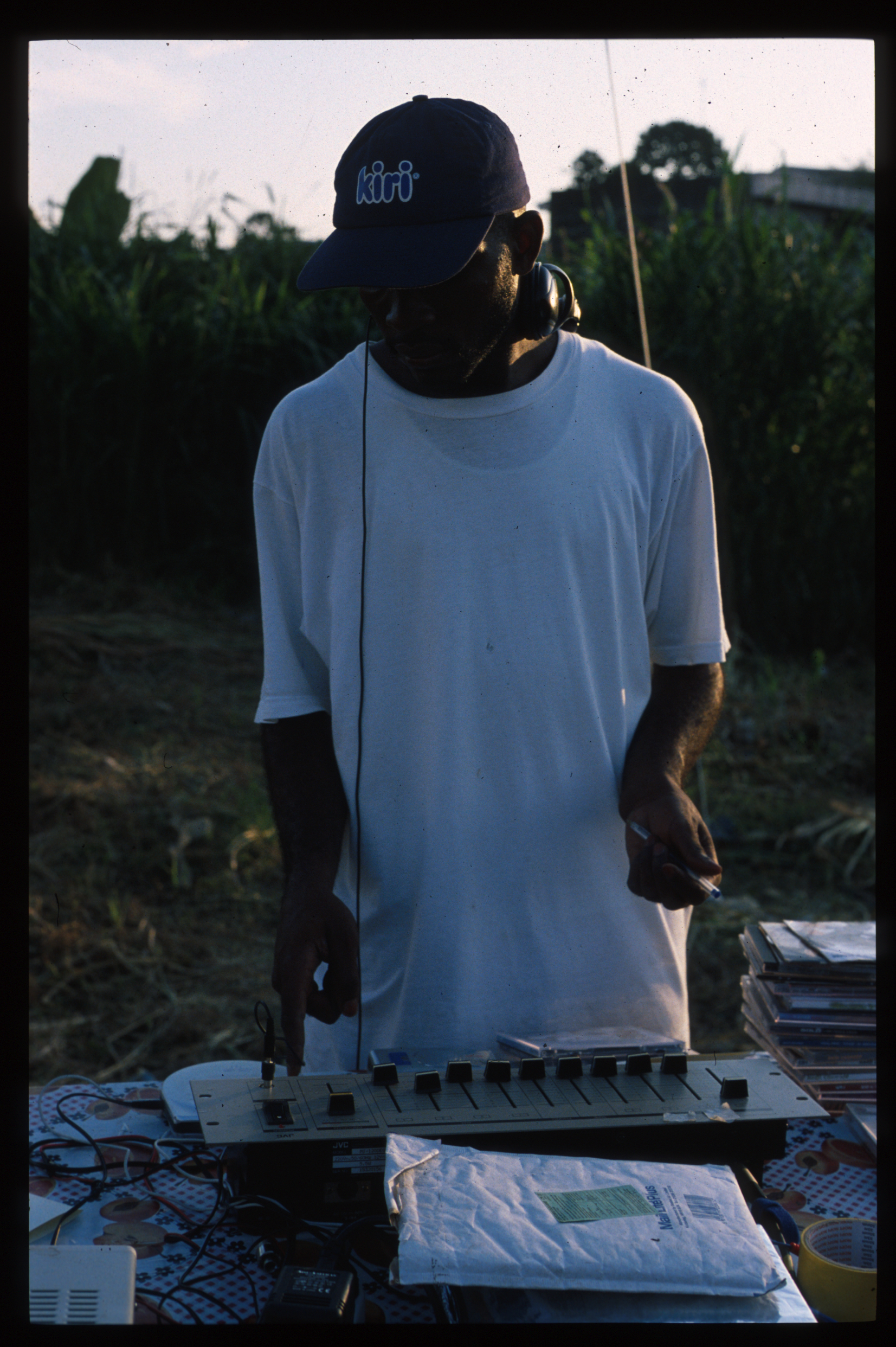
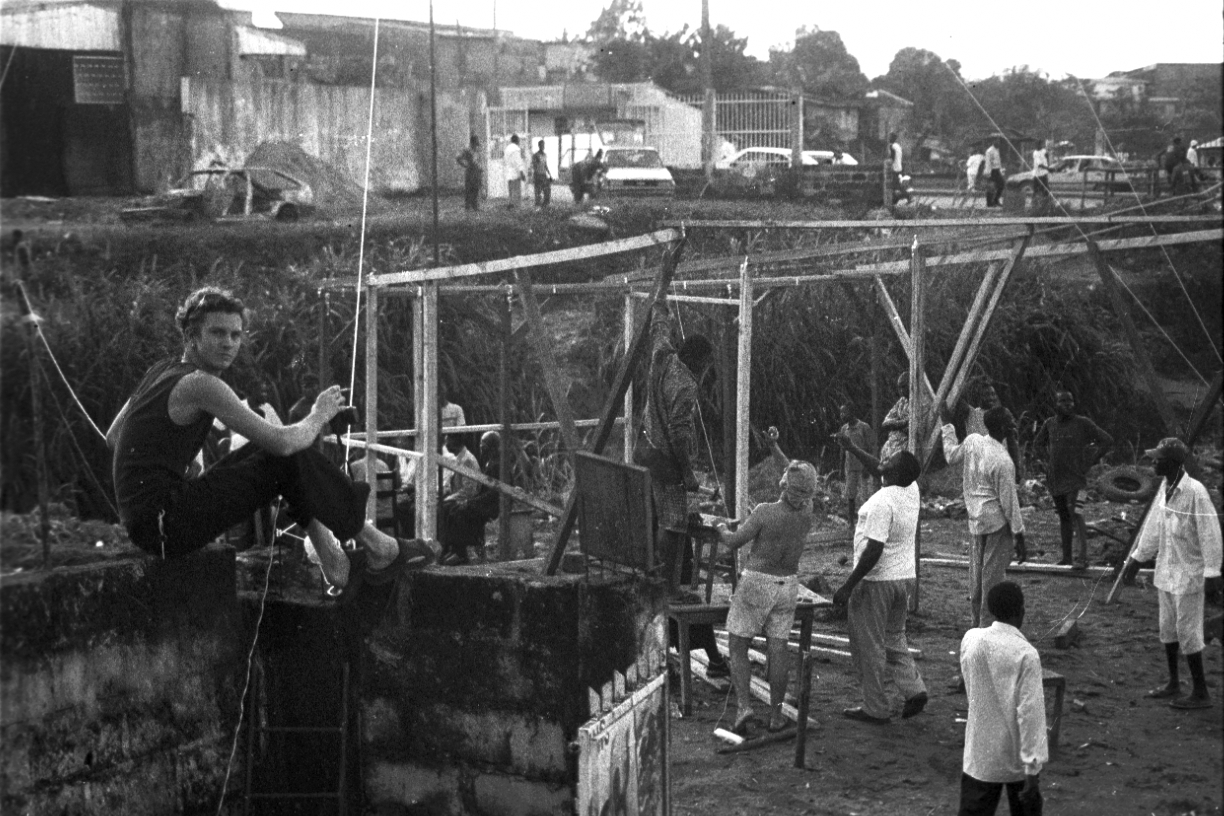
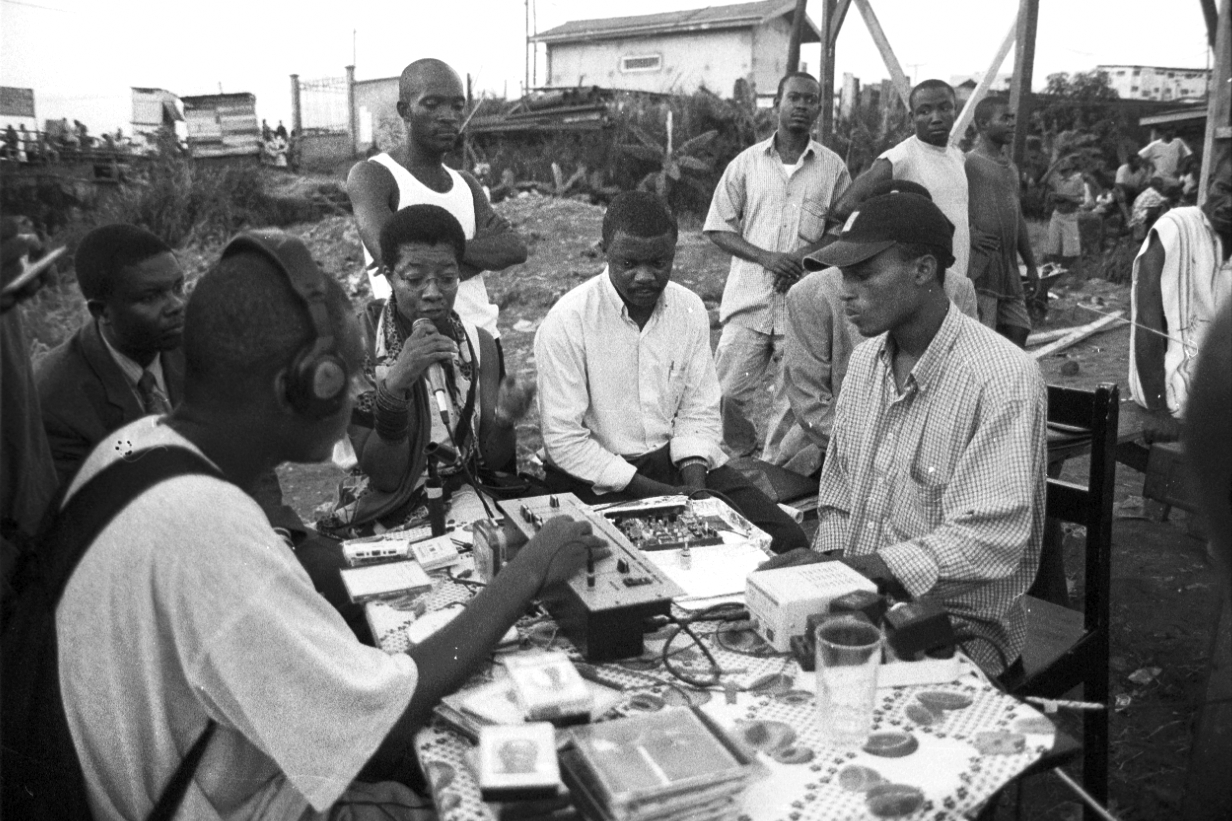

Jesus Palomino crea una struttura usando materiali locali e di recupero. La struttura viene poi utilizzata come sede della stazione radiofonica e sarà il modello estetico per la realizzazione della Borne Fontaine realizzata successivamente da Danièle Diwouta-Kotto. 

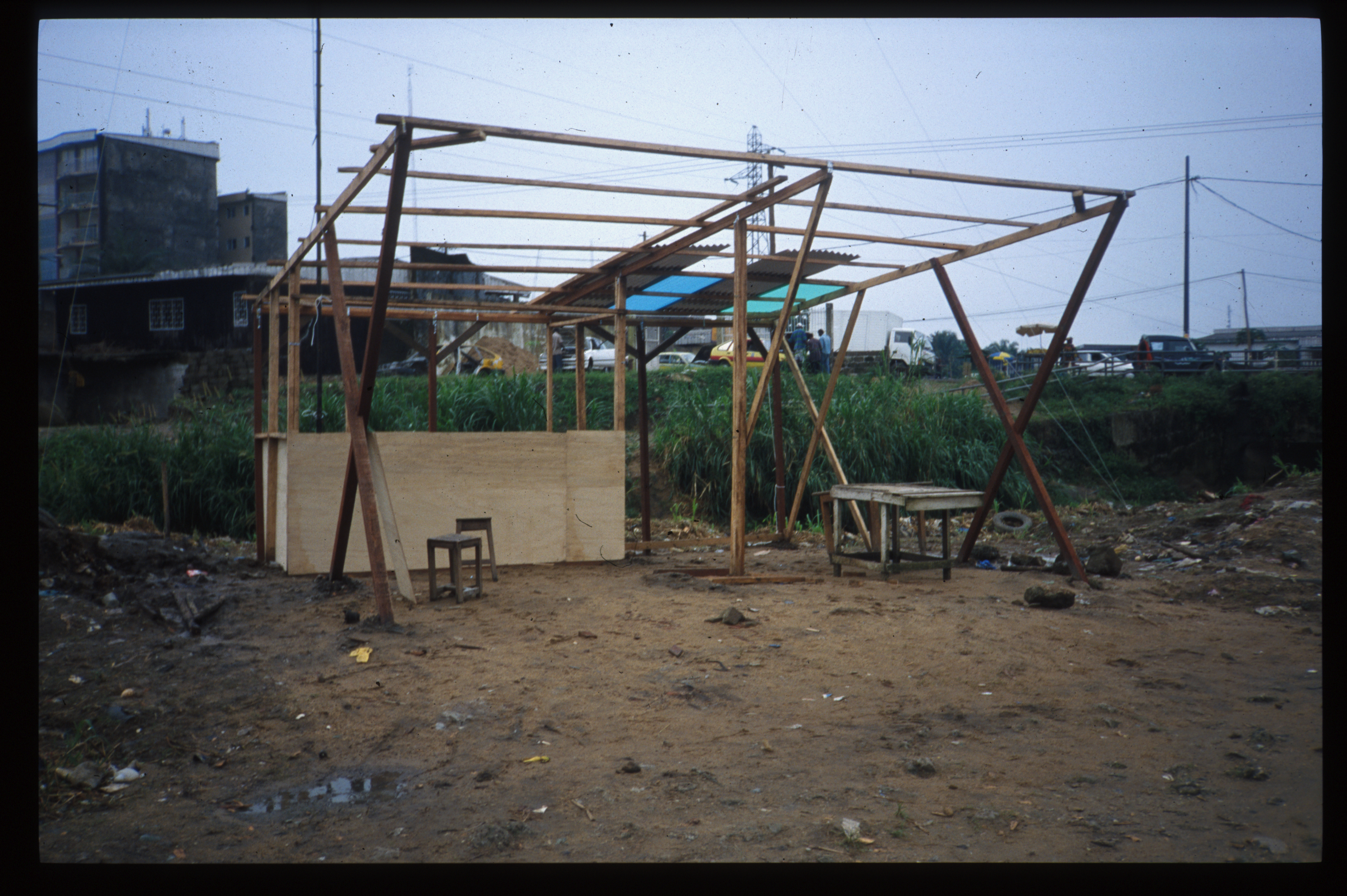
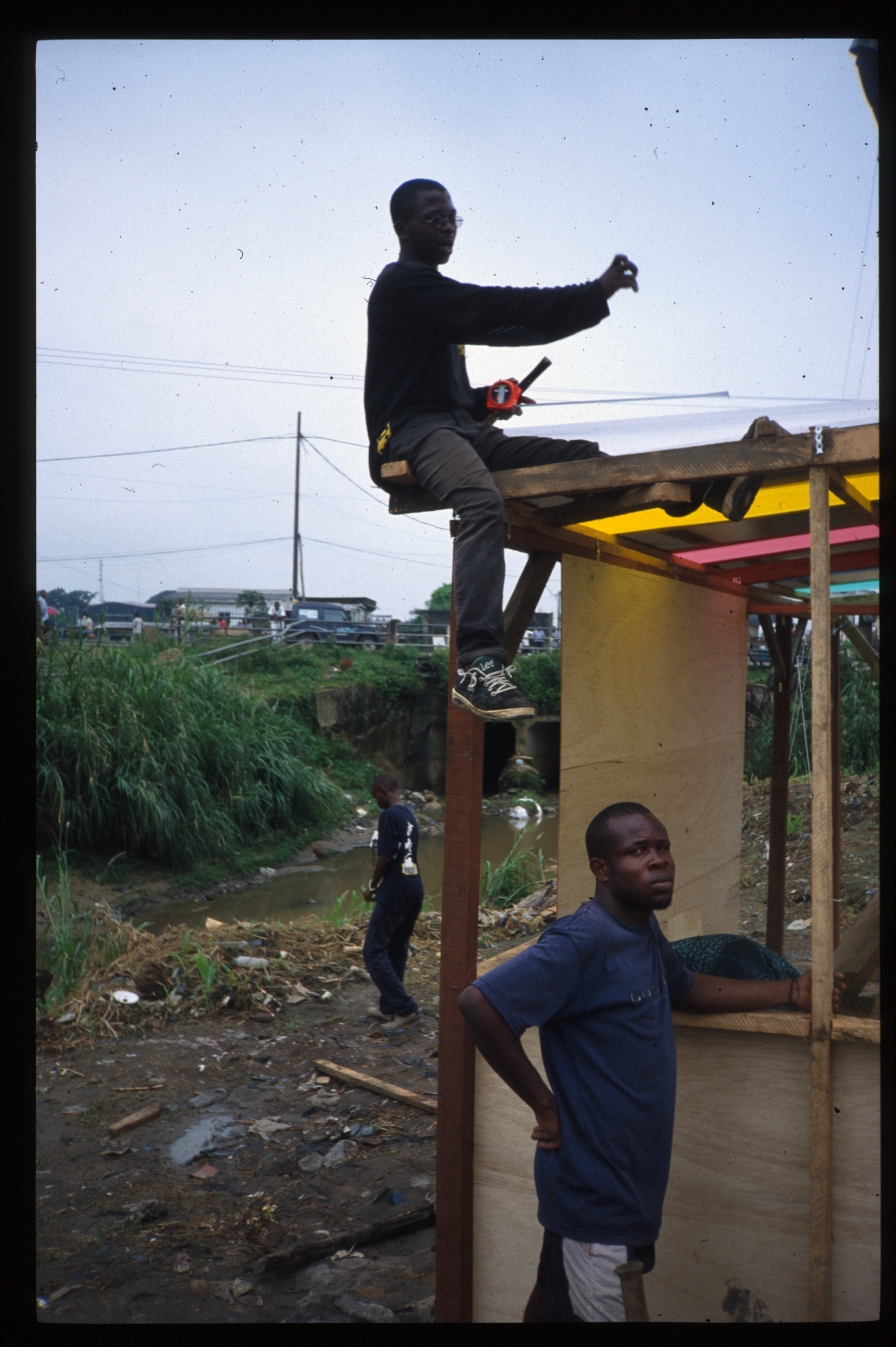
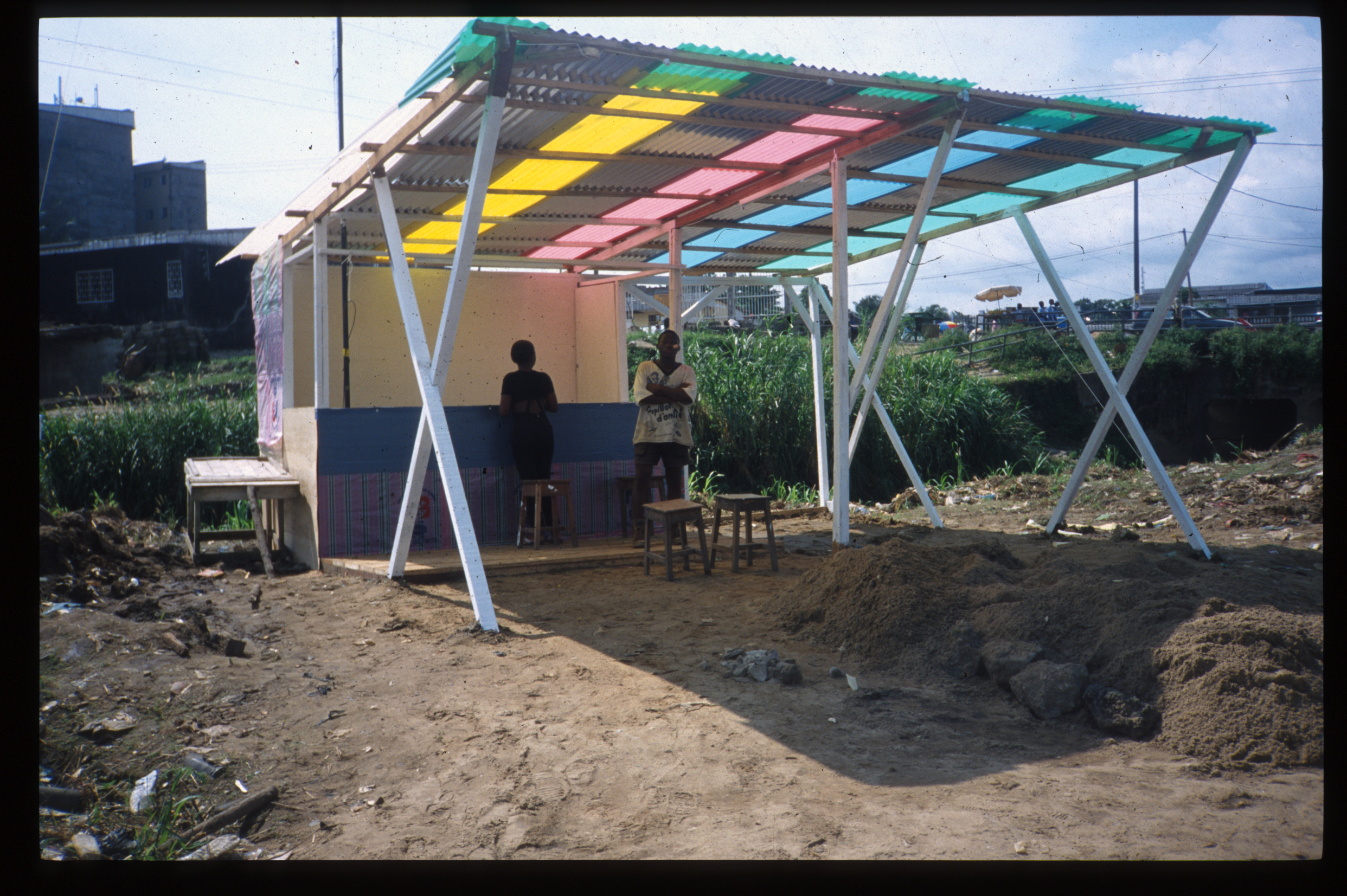

Goddy Leye realizza una serie di fotografie a venti abitanti del quartiere sorridente e le rielabora in digitale. I ritratti sono poi stampati, organizzati in gruppi casuali e affissi come poster nel quartiere. Utilizzando la serie di ritratti, viene prodotto dall'artista un video di 6 minuti dal titolo Bouquet de Sourires (il bouquet di sorrisi) e il video viene proiettato nel quartiere.

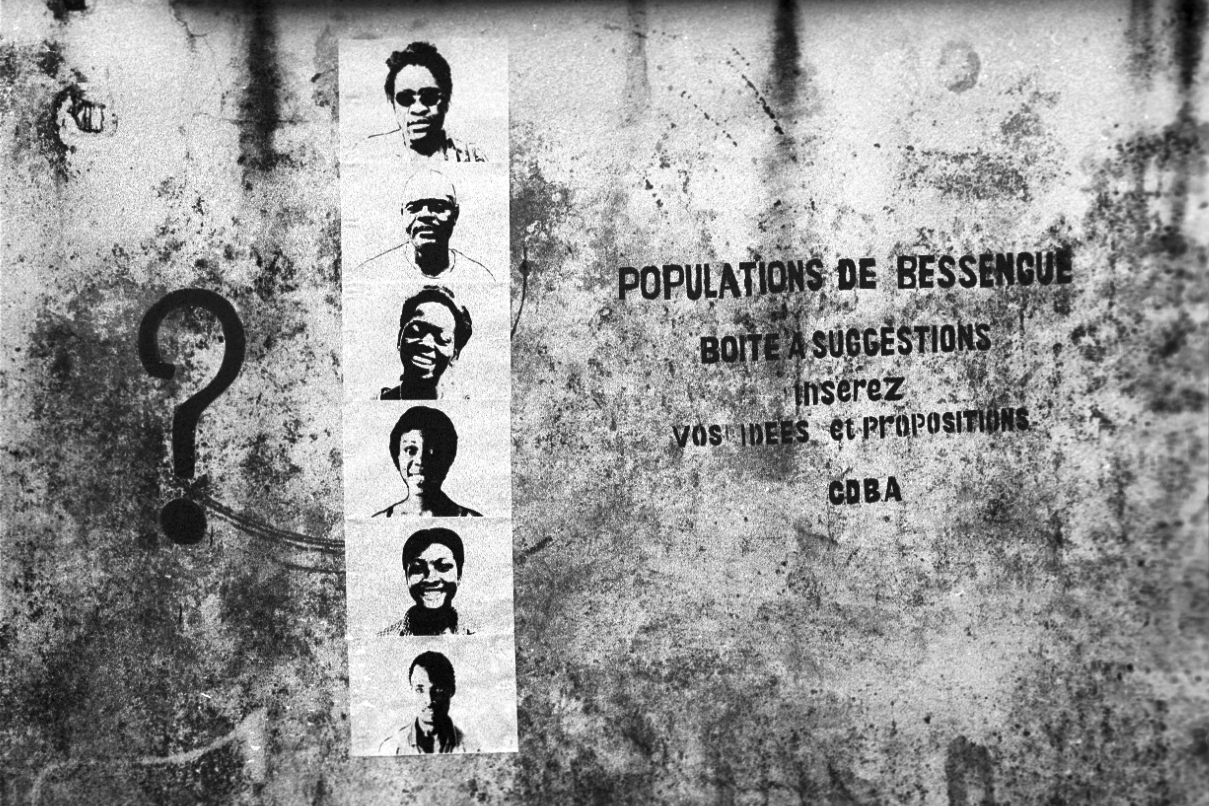
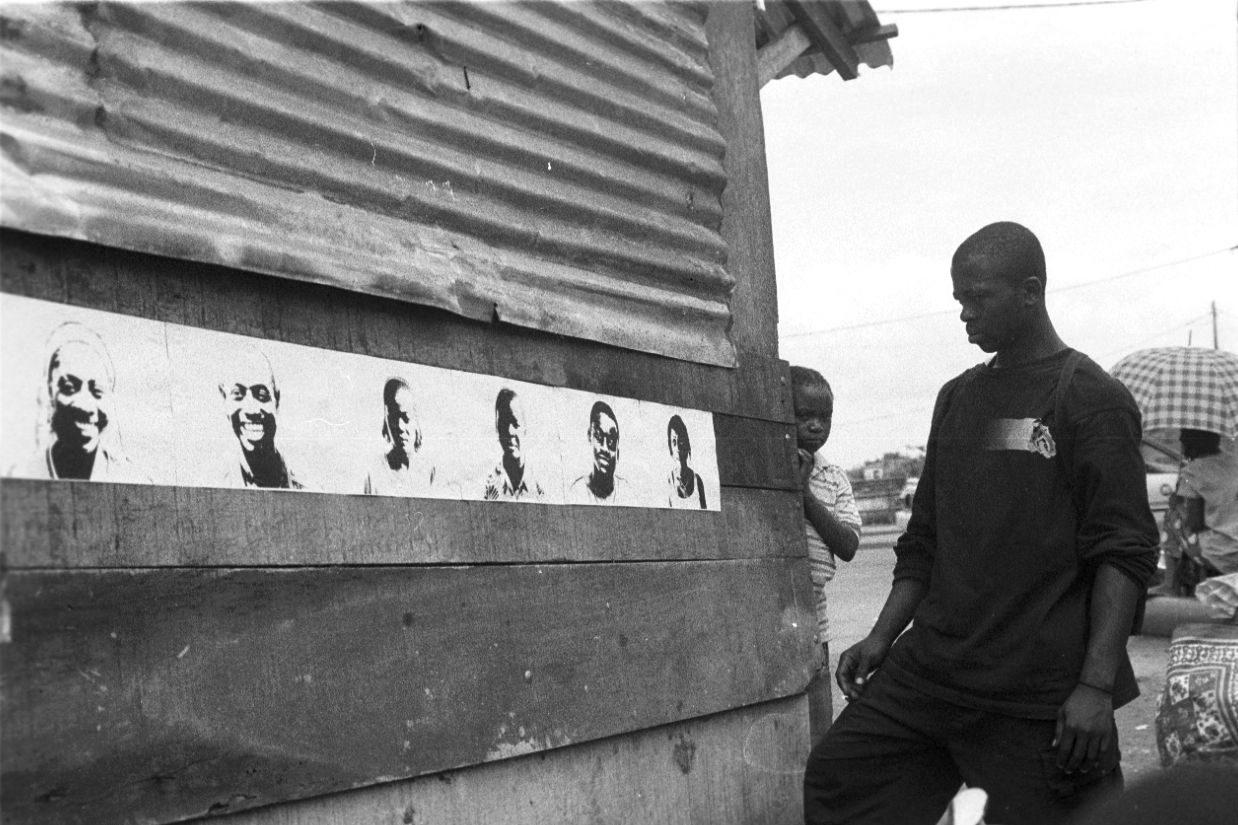
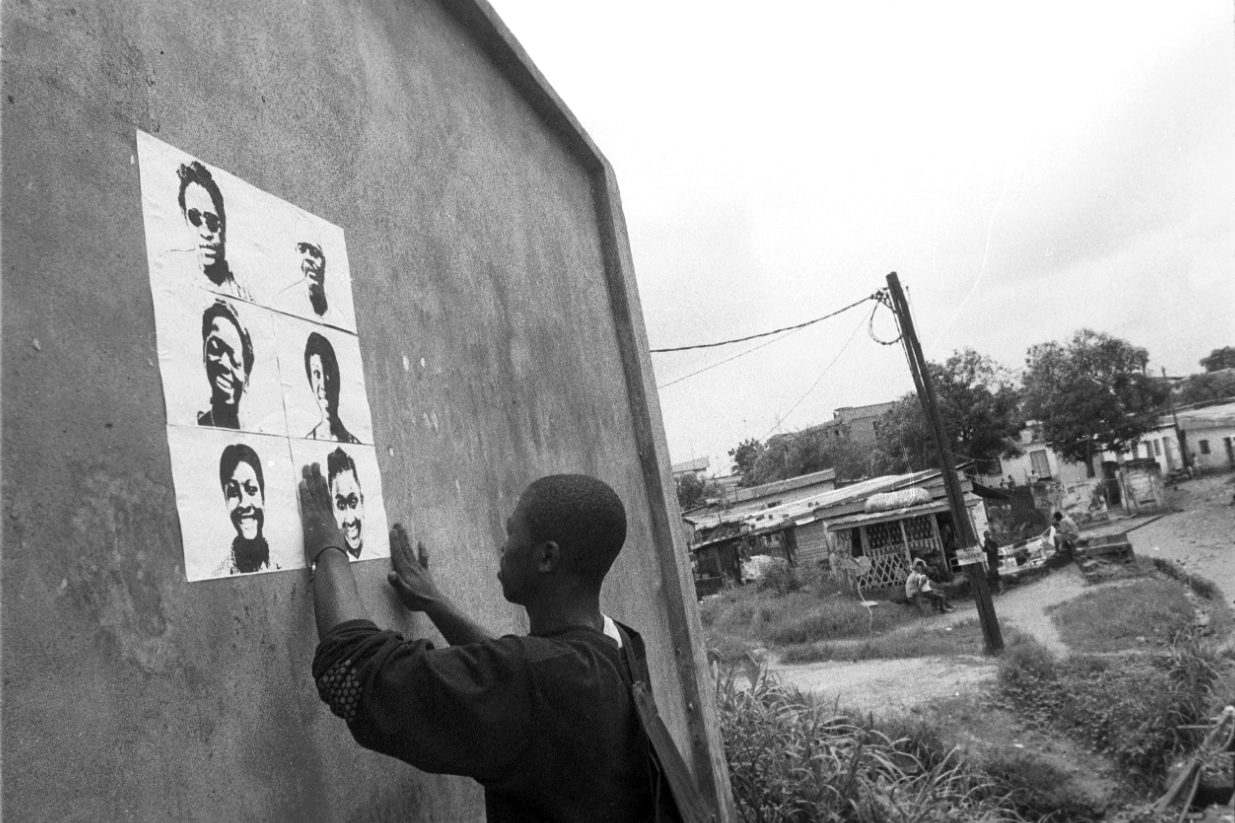
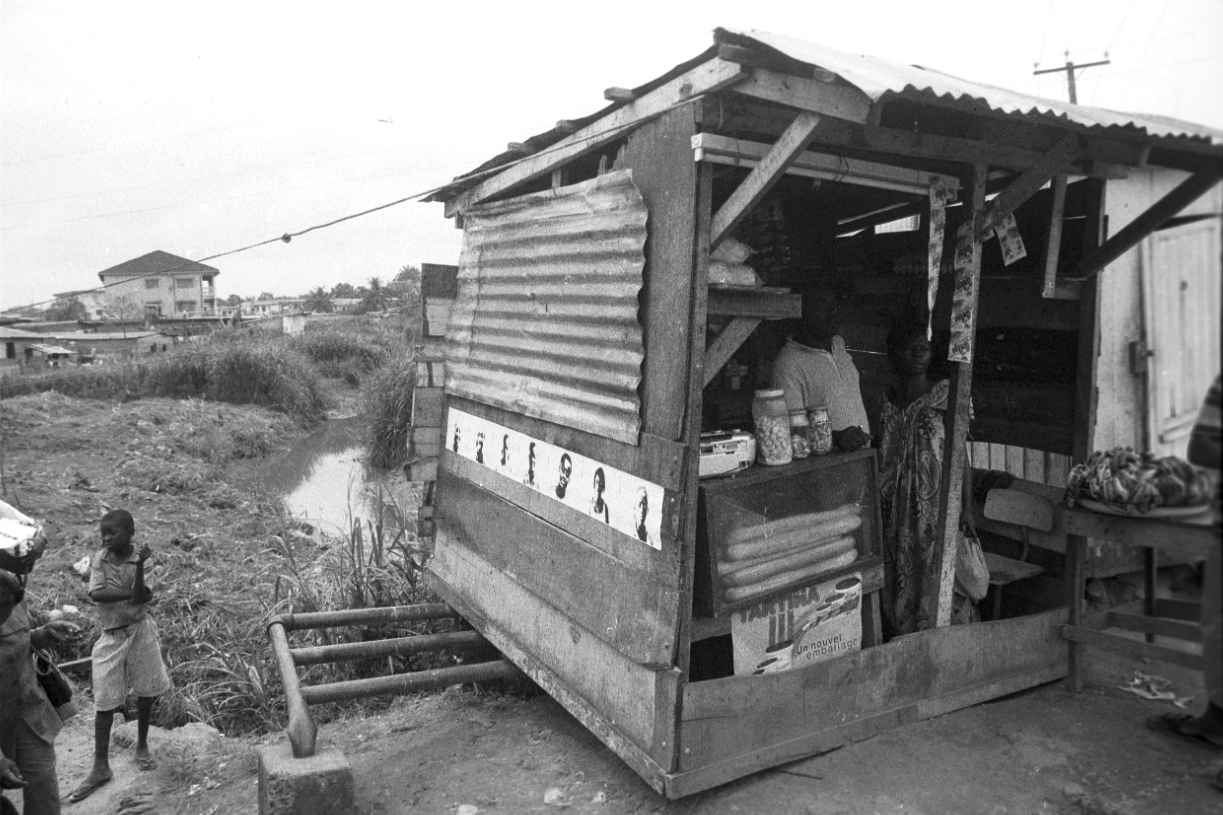

Hartanto costruisce un sito internet del progetto e connette le persone con abitanti di Bandung. I messaggi, scritti in francese (dagli abitanti di Bessengue) e in indonesiano (dagli abitanti di Bandung) sono poi scansiti e inviati con la loro traduzione in entrambe le direzioni. Notizie sulla vita quotidiana e sull'ambiente dei due luoghi vengono scambiati quotidianamente.

### Exit Tour
Exit Tour - Douala, Cotonou, Lomé, Accra, Ouagadougou, Bamako, Dakar è un progetto artistico collaborativo organizzato nel 2006. In occasione della Biennale di Dakar del 2006, sette artisti (Ginette Daleu, Justine Gaga, Dunja Herzog, Lucfosther Diop, Achillekà Komguem, Alioum Moussa Jongma e Goddy Leye) partono da Douala per raggiungere Dakar utilizzando esclusivamente mezzi di trasporto pubblici. Il viaggio di tre mesi produce delle tappe nelle città di Cotonou, Lomé, Accra, Ouagadougou, Bamako, Dakar durante le quali vengono organizzati laboratori d'arte, visite alle gallerie e agli atelier.

### Altre attività
- Poetry Festival 3v, 2009.[5]